# Codina (geologia)

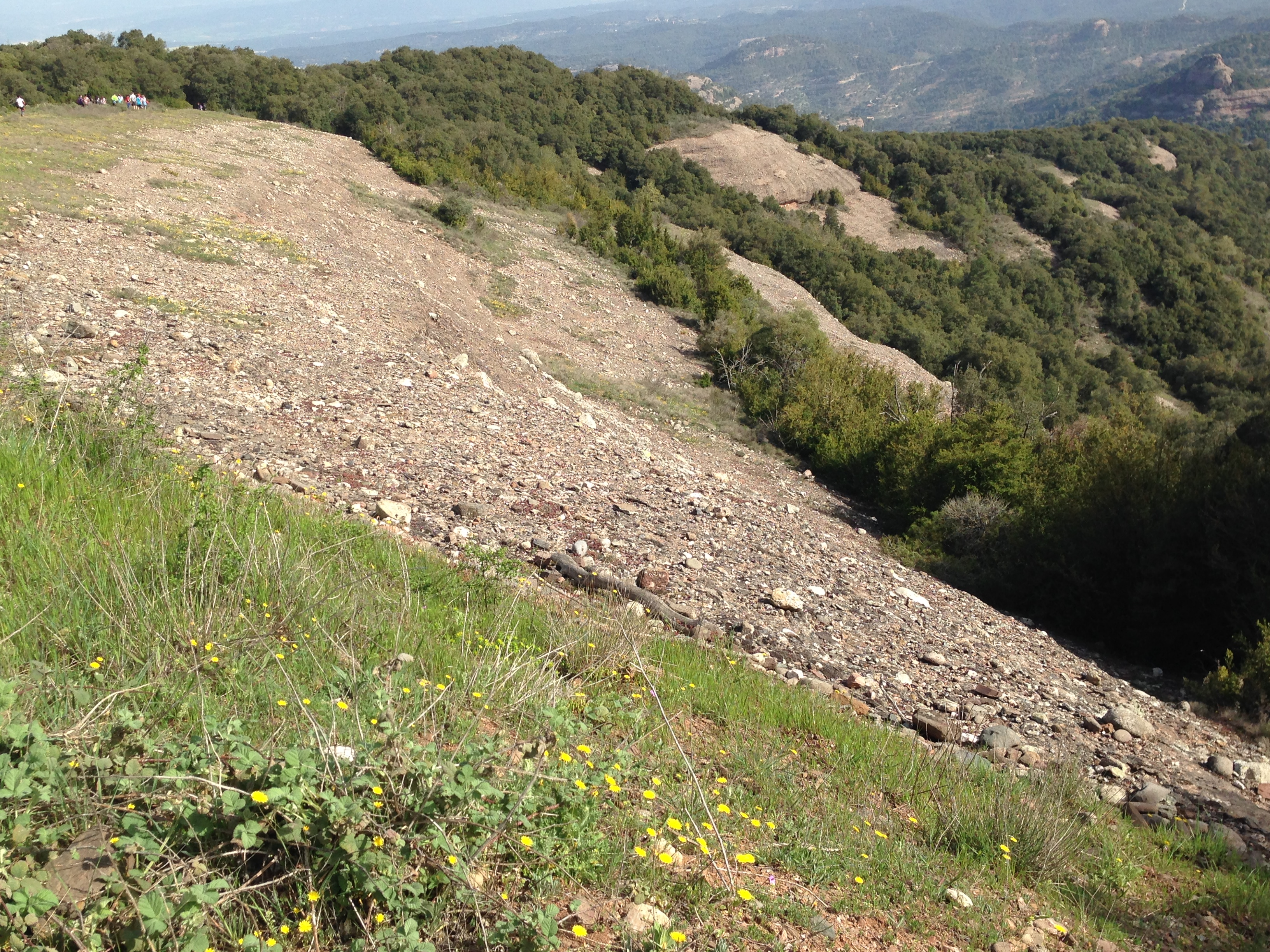
Codina típica en un vessant de conglomerat al camí entre Matadepera i Mura. Serra de Sant Llorenç del Munt i l'Obac (Catalunya)

Una codina és un espai on hi aflora la roca formant una zona pràcticament lliure de vegetació. Ètim d'origen incert, probablement d'una base preromana indoeuropea koteina, llatinitzada kotina.
Les codines són superfícies extenses planes o poc inclinades on els afloraments rocosos poden alternar amb clapes de sòl. Un codinar és un lloc de codines.
Les codines i roqueters formats per conglomerats són un dels trets geomorfològics més característics de les serres de Sant Llorenç i l'Obac.

## Formació

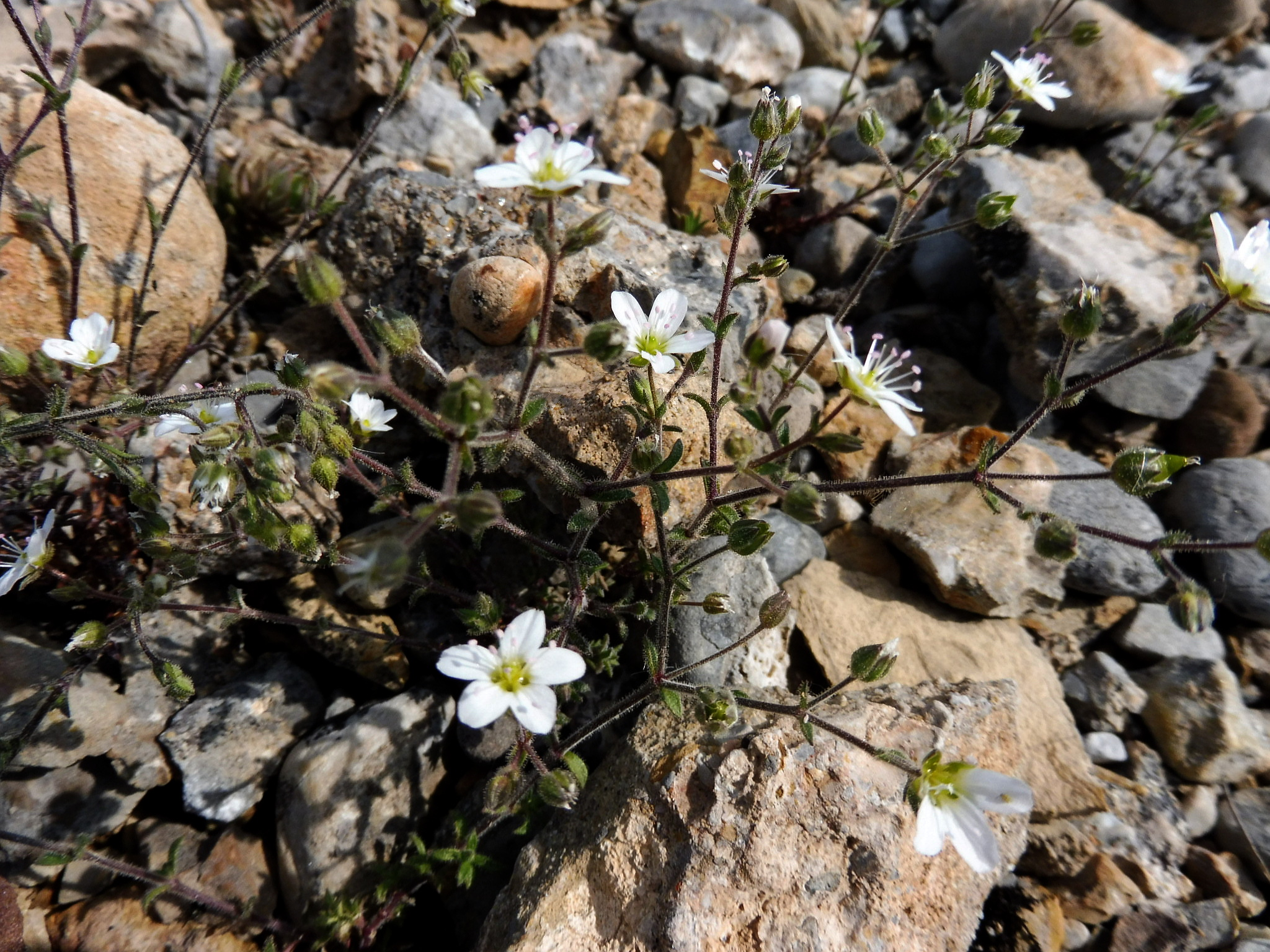
Arenària de codina (Arenaria conimbricensis). Clot de Vilamala (Solsonès -Catalunya)

Les codines de terra baixa són el resultat de l'erosió causada principalment per l'aigua, que debilita la roca i provoca la seva disgregació. L'aigua dissol els carbonats del conglomerat i arrastra sorra i argila, deixant la capa superficial desestabilitzada. Aquestes codines són colonitzades per diverses comunitats vegetals, incloent un prat d'anuals i geòfits, fragments de brolla de romaní i de l'alzinar, distribuïdes segons factors com la topografia i l'exposició.

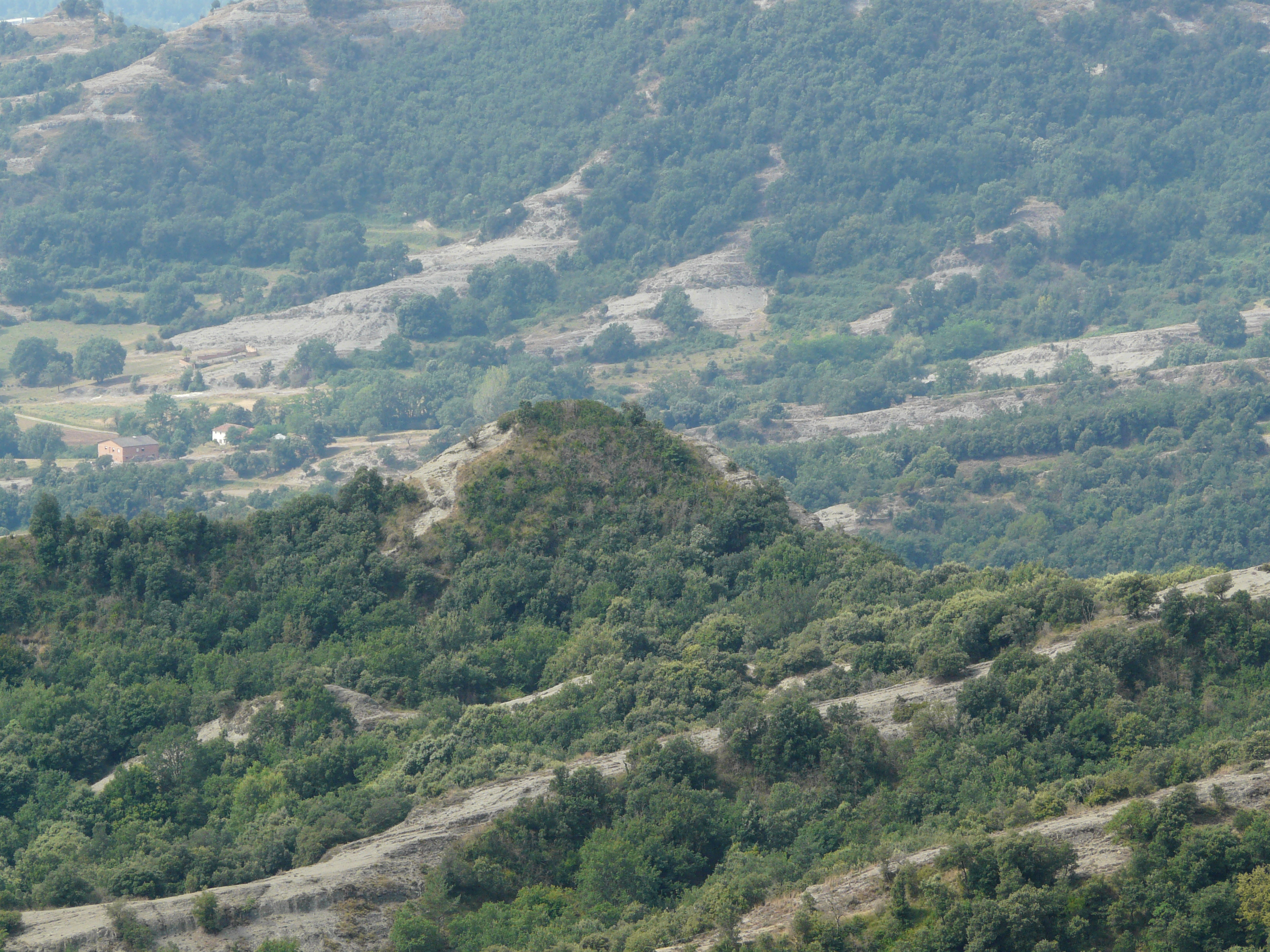
Relleu on destaquen les codines (codinar) Vista des del mirador de Monserrat a la serra de Bellmunt Osona-Catalunya.